# Katia Polletin
Katia Renate Polletin (* 24. März 1967 in Beirut, Libanon) ist eine österreichische Schauspielerin und Architektin.

## Leben
Da ihr Vater für die Vereinten Nationen arbeitete, wurde Katia Polletin in Beirut geboren, wo sie eine französische Schule besuchte.  Wegen des Bürgerkriegs 1975 aus dem Libanon ausgewiesen, kehrte die Familie nach Österreich zurück und ließ sich in Wien nieder.
Nachdem ihre Tante auf eine Anzeige geantwortet hatte, erhielt die Elfjährige die Titelrolle der Heidi in der 1978 in Deutschland, Österreich und der Schweiz koproduzierten Kinderserie. Sie spielte neben René Deltgen und Katharina Böhm.
Später studierte Katia Polletin Architektur und heiratete ihren Mann Gerold Schneider, der ihre Leidenschaft für Architektur teilt. Heute leben die beiden mit ihren zwei gemeinsamen Kindern in den Vorarlberger Alpen, wo Schneider ein Hotel führt.